# 毛果楔叶葎
毛果楔叶葎（学名：Galium asperifolium var. lasiocarpum）为茜草科拉拉藤属下的一个变种。